# Santo Niño (Södra Cotabato)
Santo Niño (Bayan ng Santo Niño) är en kommun i Filippinerna. Kommunen ligger på ön Mindanao, och tillhör provinsen Södra Cotabato. Folkmängden uppgår till 36 228 invånare.
Santo Niño är indelat i 10 barangayer.